# Sainte-Colombe (Hautes-Alpes)
Sainte-Colombe ist eine französische Gemeinde im Département Hautes-Alpes in der Region Provence-Alpes-Côte d’Azur. Sie gehört zum Kanton Serres im Arrondissement Gap.

## Geografie
Sainte-Colombe liegt im Tal des Céans (Nebenfluss des Buëch) sowie am Fuß des Gebirgskamms Montagne de Chabre und grenzt im Nordosten an Orpierre, im Südosten an Barret-sur-Méouge, im Süden an Ballons, im Südwesten an Izon-la-Bruisse, im Westen an Laborel und im Nordwesten an Étoile-Saint-Cyrice. Der Dorfkern liegt auf 1150 m, zur Gemeinde gehören außerdem die Weiler Bégües (750 m) und Les Catoyes (700 m).

## Bevölkerungsentwicklung

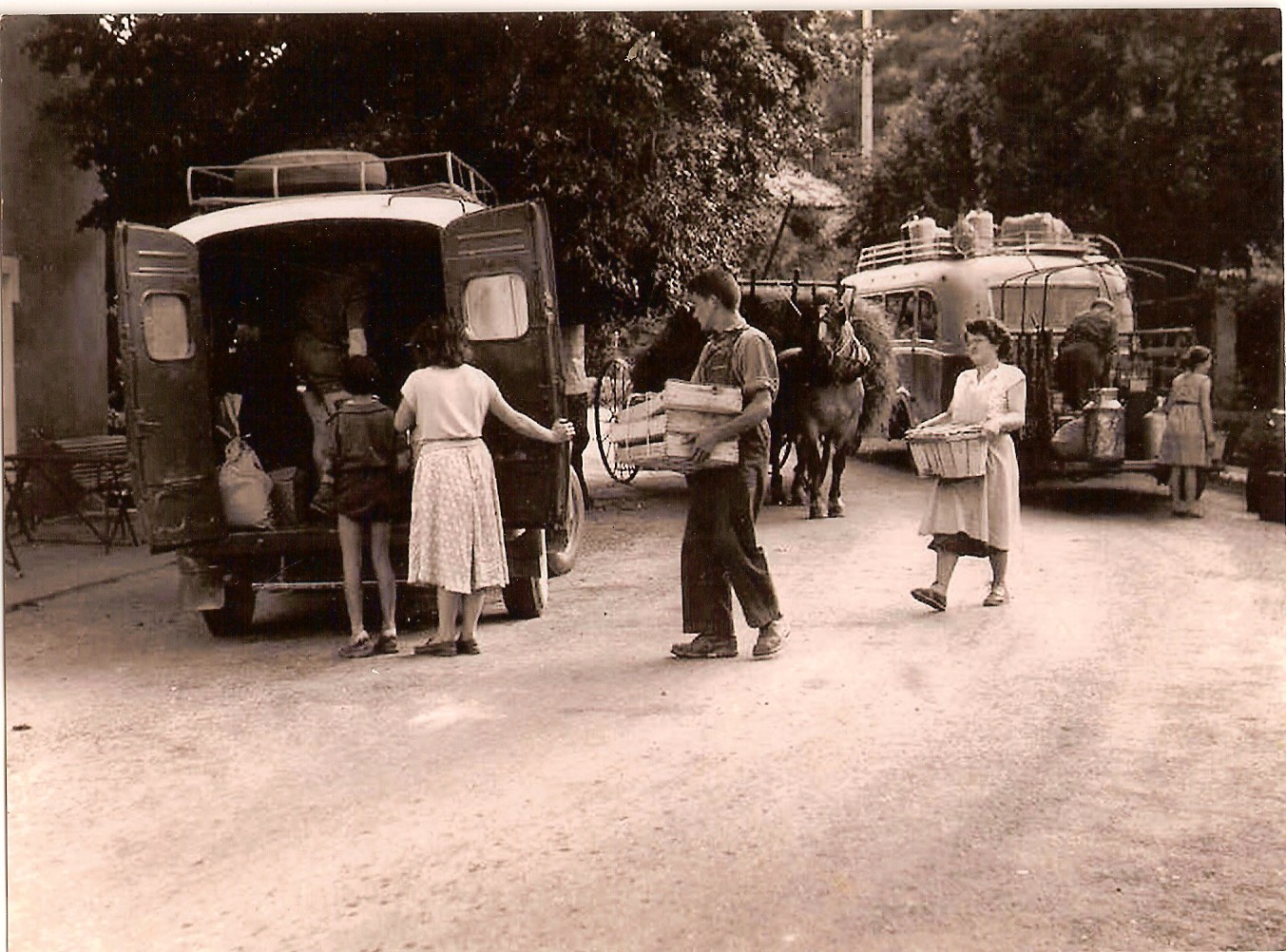
Szene auf der Rue aux Bégües im Jahr 1955

| Jahr      | 1962 | 1968 | 1975 | 1982 | 1990 | 1999 | 2008 | 2012 |
| --------- | ---- | ---- | ---- | ---- | ---- | ---- | ---- | ---- |
| Einwohner | 75   | 56   | 51   | 49   | 43   | 50   | 53   | 62   |